# Rutki-Głowice
Rutki-Głowice (prononciation : [ˈrutki ɡwɔˈvit͡sɛ]) est un village polonais de la gmina de Ciechanów dans le powiat de Ciechanów de la voïvodie de Mazovie dans le centre-est de la Pologne.

## Histoire
De 1975 à 1998, le village appartenait administrativement à la voïvodie de Ciechanów.